# Edgardo Ciani
Pour les articles homonymes, voir Ciani.
Edgardo Ciani (Rocca San Casciano, 7 octobre 1864 – Rocca San Casciano, 14 septembre 1942) est un mathématicien italien.

## Biographie
Né à Rocca San Casciano (Forlì) le 7 octobre 1864, Edgardo Ciani fréquente les écoles techniques de Forlì et plus tard, grâce à une bourse, il s'inscrit à l'université de Pise en devenant élève de l'École normale supérieure de Pise. Alors qu'il est encore étudiant, il devient l'assistant d'Angiolo Nardi Dei et après son diplôme, obtenu en décembre 1886, il est assistant de Riccardo De Paolis et d'Eugenio Bertini, ce dernier personnage qui exercera une influence décisive sur toute son activité scientifique, .
En 1898, après avoir épousé sa cousine Isolina Ciani et en raison de difficultés financières, il abandonne sa carrière universitaire et devient professeur de mathématiques d'abord à l'Institut royal technique de Messine puis à celui de Milan.
En 1904, l'Académie des Lyncéens lui décerne le prix ministériel de mathématiques et à partir de 1906 il occupe, à la suite d'un concours, la chaire de géométrie projective à l'université de Gênes. Il reste dans la ville ligurienne pendant dix-huit ans, travaillant également comme enseignant à la Regia Scuola Superiore Navale di Genova (it).
Appelé en 1924 à la section de Mathématiques nouvellement créée de la Faculté des sciences de l'université de Florence, il est avec Giovanni Sansone le principal animateur et organisateur de l'Institut de mathématiques, .
Retiré en 1935 , Ciani enseigne encore deux ans comme professeur émérite jusqu'à ce qu'en 1937 il préfère se retirer dans la vie privée de son village natal .
Membre de l'Académie Ligustica et de la Société Colombaria, il meurt à Rocca San Casciano le 14 septembre 1942.

## Activité scientifique
Fortement influencée, à travers De Paolis et surtout Bertini, par la première phase de la pensée de Luigi Cremona, l'activité scientifique de Ciani s'est concentrée sur l'étude des propriétés et des surfaces, principalement des courbes et des surfaces algébriques (courbes planes du 4ème ordre et surfaces du 3ème ordre), ainsi que sur l'examen de différents types de configurations (desmique, Kummer, pentaèdre).
Également  connaisseur de la théorie des groupes finis, Ciani a produit plusieurs dizaines de contributions scientifiques importantes au cours de sa carrière d'érudit (dont 51 ont été rassemblées en 1937 dans le volume Scritti geometrici scelti) et quatre textes universitaires de géométrie : Lezioni di geometria proiettiva e analitica (1912), Il Metodo delle coordinate proiettive omogenee nello studio degli enti algebrici (1915), Introduzione alla geometria algebrica (1931), Lezioni di geometria descrittiva (1932) ,.
Chercheur et enseignant de grande qualité, Ciani compte parmi ses élèves de grands mathématiciens tels que Federigo Enriques et Guido Fubini.

## Fonds de la bibliothèque
Par testament, Edgardo Ciani a légué en 1942 à la branche Mathématiques de la Bibliothèque des Sciences de l'Université de Florence (it) 242 ouvrages (282 volumes) et un important recueil (environ 3 915 unités)  également catalogué sur papier et disponible dans le catalogue divers .

## Publications (sélection)

### Monographies
- Lezioni di geometria proiettiva ed analitica, Spoerri, 1912
- Il metodo delle coordinate proiettive omogenee nello studio degli enti algebrici: séguito alle lezioni di geometria proiettiva ed analitica, Spoerri, 1915 (lire en ligne)
- Introduzione alla geometria algebrica : lezioni di geometria superiore, CEDAM, 1931
- Lezioni di geometria descrittiva, CEDAM, 1932
- Scritti geometrici scelti, CEDAM, 1937 (lire en ligne)

### Articles
- « Le linee diametrali delle curve algebriche piane e in particolare i loro assi di simmetria », Annali della Scuola Normale Superiore di Pisa. Scienze fisiche e matematiche, Scuola Normale Superiore, 1re série, vol. 6,‎ 1889
- « Sopra la configurazione di Kummer », Giornale di matematiche di Battaglini, Pellerano B., Del Gaudio S., 2e série, vol. 6,‎ 1889
- « Sulla superficie diagonale di Clebsch », Atti della Reale Accademia Nazionale dei Lincei. Rendiconti della Classe di scienze fisiche, matematiche e naturali, Reale Accademia dei Lincei, 4e série, vol. 7,‎ 1891
- « Sistemi lineari di curve algebriche piane », Giornale di matematiche di Battaglini, Pellerano B., Del Gaudio S., vol. 33,‎ 1895
- « Sopra le serie quadratiche di coniche inviluppanti la quartica piana », Rendiconti. Istituto Lombardo Accademia di Scienze e Lettere, [s.n.], 2e série, vol. 28,‎ 1895
- « Le bitangenti della quartica piana studiate mediante la configurazione di Kummer », Rendiconti. Istituto Lombardo. Accademia di Scienze e Lettere, [s.n.], 2e série, vol. 31,‎ 1899
- « Contributo alla teoria del gruppo di 168 collineazioni piane », Annali di matematica pura ed applicata, Zanichelli, 3e série, vol. 5,‎ 1901
- « Sopra i gruppi finiti di collineazioni quaternarie, oloedricamente isomorfi con quelli dei poliedri regolari », Annali di matematica pura ed applicata, Zanichelli, 3e série, vol. 8,‎ mars 1902
- « Una interpretazione geometrica del gruppo totale di sostituzioni sopra sei elementi », Annali di matematica pura ed applicata, Zanichelli, 3e série, vol. 16,‎ 1909
- « Le quintiche piane autoproiettive », Rendiconti del Circolo Matematico di Palermo, Circolo Matematico di Palermo, vol. 36,‎ 1911
- « Sopra alcuni gruppi notevoli di trasformazioni quadratiche piane », Rendiconti del Circolo Matematico di Palermo, Circolo Matematico di Palermo, vol. 42,‎ 1917
- « Intorno ad alcuni covarianti di curve algebriche piane », Rendiconti. Istituto Lombardo. Accademia di Scienze e Lettere, [s.n.], 2e série, vol. 53,‎ 1920
- « Ricerche sopra le quartiche razionali doppie », Rendiconti del Circolo Matematico di Palermo, Circolo Matematico di Palermo, vol. 52,‎ 1928
- « Una nuova forma canonica della ternaria cubica », Annali della Scuola Normale Superiore di Pisa. Scienze fisiche e matematiche, Scuola Normale Superiore, 2e série, vol. 1,‎ 1932
- « Il principio di minimo e le equazioni di tipo misto ellittico-paraboliche », Rendiconti del Circolo Matematico di Palermo, Circolo Matematico di Palermo, vol. 61,‎ 1937
- « Intorno alla quartica di Klein », Bollettino della Unione matematica italiana, Zanichelli, 2e série, vol. 5,‎ 1942